# 杉宮匡紀
杉宮 匡紀（すぎみや まさき、1993年6月12日‐）は、日本の男性俳優、声優。大阪市平野区出身。身長187cm。文学座所属。

## 略歴
大阪府大阪市平野区で生まれる。小学3年生から父の影響でソフトボールを初め、大阪市立長吉中学校入学後、野球部に入部。中学時代は野球に打ち込んだ。浪速高校ではアメリカンフットボール部に入部するも1年で退部。高校の芸術鑑賞会で初めて演劇にふれたことをきっかけに、役者を志し、大阪芸術大学芸術学部舞台芸術学科に進学。
中学高校と笑福亭鶴瓶と一緒である。
大学入学後、友人と学生劇団を立ち上げ、関西の学生演劇祭などに参加したりと勢力的に演劇活動を行なっていたが、大学3年時、公演を観にきた講師に「君だけ何もできていなった」と言われ、このままでいいのかと思い、大学を中退し劇団文学座附属の演劇研究所に入所。
2020年3月、正式に文学座の座員となり同年、鄭義信作松本祐子演出の「五十四の瞳」で文学座本公演デビュー。舞台と映像を中心にやっていたが、同劇団の先輩である塩田朋子の助言で、2023年より声優の仕事を始める。2024年現在はアニメ、長編映画の吹き替え、映像、舞台で活躍している。

## 人物
- 趣味は野球、日本舞踊（坂東流）、ゴルフ、サウナ。
- 学生時代レゲエやヒップホップにハマり、友人とグループを組みライブハウスに出演していた。今でも趣味で歌詞を書く。
- 大阪府出身であり使える方言を関西弁としている。
- 2019年から約１年間ニューヨークとロンドンに住む。
- 舞台など多数の現場で関西弁を指導している。

## 出演

### 映画
- 『異動辞令は音楽隊！』（2022年、内田英治監督）
- 『BAD LANDS』（2023年、原田眞人監督）

### 舞台
- 『ばらの騎士』(2017年、東京二期会)
- 『死者恋/丯談木幡小平次』（2018年、文学座　演出：的早孝起）
- 『モロッコの甘く危険な香り』（2018年、文学座　演出：西本由香）
- 『魔弾の射手』(2018年、東京二期会)
- 『オセロー』（2018年、松竹　演出：井上尊晶）
- 『阿修羅のごとく』（2018年、演出：五戸真理枝）
- 『五十四の瞳』（2020年、文学座　演出：松本祐子）
- 岸田國士フェスティバル『恋愛恐怖症』（2021年、文学座）
- 『ウィット』(2021年、文学座　演出：西川信廣)
- 『I Call My Brothers』(2022年、ワールドシアターラボ　演出：小川絵梨子)
- 『オオカミとヤギの不思議な友情物語』(2022年、HHG+)
- 『世阿弥』～瀬戸内寂聴 原作「秘花」より～（2022年、演出：西川信廣）
- 『五十四の瞳』（2023年、文学座旅公演）
- 『源氏物語音楽絵巻』（2024年、国立劇場　演出：小林勝也）
- 『五十四の瞳』（2024年、文学座旅公演）
- 『永山智行書き下ろし』（2024年、文学座　演出：五戸真理枝）
- 『石を洗う』（2024年、文学座、演出：五戸真理枝）[1]
- 『摂』（2024年、文学座、演出：西川信廣）[2]

### テレビアニメ
- おじゃる丸（2024年、NHK Eテレ）
- ザ・ファブル（2024年、店員）

### 吹き替え

#### 映画
- オッペンハイマー（2024年、フランク・オッペンハイマー〈ディラン・アーノルド〉[3]）

### ナレーション
- 『BS1スペシャル　完全版ビルマ絶望の戦場』（2023年、NHK）
- 『NHKスペシャル　混迷の世紀 第10回 台頭する“第3極” インドの衝撃を追う』（2023年、NHK）

### ラジオドラマ
- ゆらゆらいちゅん（2023年、NHK）

### 配信ドラマ
- CONNECT 覇者への道（2025年、元帝都連合構成員 朴英明[4]）